# Liste der Kulturdenkmäler in Dienethal
In der Liste der Kulturdenkmäler in Dienethal sind alle Kulturdenkmäler der rheinland-pfälzischen Ortsgemeinde Dienethal aufgeführt. Grundlage ist die Denkmalliste des Landes Rheinland-Pfalz (Stand: 8. Dezember 2023).

## Einzeldenkmäler
| Bezeichnung              | Lage                | Baujahr                   | Beschreibung                                                                                      | Bild                           |
| ------------------------ | ------------------- | ------------------------- | ------------------------------------------------------------------------------------------------- | ------------------------------ |
| Evangelische Pfarrkirche | Kirchweg Lage       |                           | frühgotischer Chor, Schiff im Kern gotisch, wohl im 17. Jahrhundert verändert                     | weitere Bilder Fotos hochladen |
| Wohnhaus                 | Kirchweg 1 Lage     | 1703                      | Fachwerkhaus, teilweise verputzt, 18. Jahrhundert (wohl von 1703)                                 | Fotos hochladen                |
| Wohnhaus                 | Kirchweg 2 Lage     | 18. Jahrhundert           | stattliches Fachwerkhaus, wohl aus dem 18. Jahrhundert, Bruchsteinpartien aus dem 19. Jahrhundert | BW                             |
| Schulhaus                | Kirchweg 4 Lage     | Ende des 19. Jahrhunderts | ehemalige Schule; Bruchsteinbau, Ende des 19. Jahrhunderts                                        | BW                             |
| Pfarrhaus                | Köpfchensweg 2 Lage | Ende des 19. Jahrhunderts | Bruchsteinbau, Ende des 19. Jahrhunderts                                                          | BW                             |
| Wohnhaus                 | Talstraße 57 Lage   | 18. Jahrhundert           | Fachwerkhaus eines Streckhofs, teilweise massiv, 18. Jahrhundert                                  | BW                             |